# Natalina Sanguinetti
Natalina Sanguinetti (Génova, 25 de diciembre de 1940) es una deportista italiana que compitió en esgrima, especialista en la modalidad de florete. Ganó dos medallas de bronce en el Campeonato Mundial de Esgrima, en los años 1962 y 1963.

## Palmarés internacional
| Campeonato Mundial | Campeonato Mundial       | Campeonato Mundial | Campeonato Mundial  |
| Año                | Lugar                    | Medalla            | Prueba              |
| ------------------ | ------------------------ | ------------------ | ------------------- |
| 1962               | Buenos Aires (Argentina) | Medalla de bronce  | Florete por equipos |
| 1963               | Danzig (Polonia)         | Medalla de bronce  | Florete por equipos |